# (4814) Casacci
(4814) Casacci es un asteroide perteneciente al cinturón exterior de asteroides descubierto por Nikolái Stepánovich Chernyj desde el Observatorio Astrofísico de Crimea, en Naúchni, el 1 de septiembre de 1978.

## Designación y nombre
Casacci recibió inicialmente la designación de 1978 RW.
Más tarde, en 1995, se nombró en honor del astrónomo aficionado italiano Claudio Casacci.

## Características orbitales
Casacci orbita a una distancia media del Sol de 3,23 ua, pudiendo acercarse hasta 2,618 ua y alejarse hasta 3,841 ua. Su inclinación orbital es 1,443 grados y la excentricidad 0,1894. Emplea en completar una órbita alrededor del Sol 2120 días.

## Características físicas
La magnitud absoluta de Casacci es 12,8.